# Zatoka Prydza
Zatoka Prydza (ang. Prydz Bay) – zatoka u wybrzeży Antarktydy, między Wybrzeżem Larsa Christensena a Wybrzeżem Ingrid Chritensen.
Głęboko wciętą w kontynent część Zatoki Prydza pokrywa wielki Lodowiec Szelfowy Amery’ego.

## Eksploracja
Pierwszy raz widziana w 1931 roku, a zbadana w 1935 roku przez norweskiego wielorybnika Klariusa Mikkelsena. Naniesiona na mapy podczas wyprawy Larsa Christensena w 1936 roku. Nazwana imieniem Olafa Prydza, managera firmy ubezpieczeniowej sponsorującej wyprawę.
Nad zatoką położone są stacje antarktyczne, w tym: rosyjska Progress i australijska Davis. Na wybrzeżu Zatoki Prydza znajduje się oaza antarktyczna Larsemann Hills, w której położone są stacje: chińska Zhongshan, rumuńsko-australijska Law-Racoviță i indyjska Bharati.